# 日本貨物鉄道東北支社
日本貨物鉄道東北支社（にほんかもつてつどうとうほくししゃ）とは、日本貨物鉄道（JR貨物）の支社の一つ。
支社の所在地は宮城県仙台市青葉区五橋1丁目1-1（東日本旅客鉄道（JR東日本）東北本部内）。
国鉄時代の仙台・盛岡・秋田の3ヶ所の鉄道管理局における貨物部門の流れを汲み、東日本旅客鉄道のうち東北本部・盛岡支社・秋田支社の1本部2支社のエリア内における鉄道貨物輸送を管轄する。

## 支店・営業所所在地
- 支店
  - 北東北支店 - 岩手県盛岡市盛岡駅前通1-41（JR東日本盛岡支社内）
  - 南東北支店 - 宮城県仙台市宮城野区宮城野3-2-1（仙台貨物ターミナル駅構内）
- 営業所
  - 青森営業所 （北東北支店管轄） - 青森県青森市大字古館字安田14-3（東青森駅構内）
  - 八戸営業所 （北東北支店管轄） - 青森県八戸市大字長苗代字亀子谷地20-1（八戸貨物駅構内）
  - 秋田営業所 （北東北支店管轄） - 秋田県秋田市泉菅野一丁目19-1（秋田貨物駅構内）
  - 石巻営業所 （南東北支店管轄） - 宮城県石巻市南光町2-222（石巻港駅構内）
  - 山形営業所 （南東北支店管轄） - 山形県山形市大字漆山字二ッ段2111-6（山形オフレールステーション構内）
  - 郡山営業所 （南東北支店管轄） - 福島県郡山市安積町大字荒井字猫田1-2（郡山貨物ターミナル駅構内）

## 保有路線

### 第一種鉄道事業路線
| 線名   | 区間                  | 営業キロ |
| ------ | --------------------- | -------- |
| 奥羽線 | 土崎駅 - 秋田港駅     | 1.8km    |
| 仙石線 | 陸前山下駅 - 石巻港駅 | 1.8km    |

### 第二種鉄道事業路線
| 線名             | 区間                                     | 営業キロ | 第一種鉄道事業者  | 備考                                  |
| ---------------- | ---------------------------------------- | -------- | ----------------- | ------------------------------------- |
| 石巻線           | 小牛田駅 - 石巻駅                        | 27.9km   | 東日本旅客鉄道    |                                       |
| 羽越線           | 本楯駅 - 秋田駅                          | 98.4km   | 東日本旅客鉄道    |                                       |
| 奥羽線           | 横手駅 - 青森駅                          | 256.2km  | 東日本旅客鉄道    | 横手駅 - 秋田駅間定期貨物列車運転なし |
| 奥羽線           | 新青森駅 - 青森信号場                    | 4.8km    | 東日本旅客鉄道    | 第一種鉄道事業者のキロ数設定なし      |
| 北上線           | 北上駅 - 横手駅                          | 61.1km   | 東日本旅客鉄道    | 定期貨物列車運転なし                  |
| 常磐線           | 坂元駅 - 岩沼駅                          | 22.6km   | 東日本旅客鉄道    | 東日本大震災以降定期貨物列車運転なし  |
| 仙石線           | 陸前山下駅 - 石巻駅                      | 1.4km    | 東日本旅客鉄道    |                                       |
| 津軽線           | 中小国駅 - 青森駅                        | 31.4km   | 東日本旅客鉄道    |                                       |
| 東北線           | 白坂駅 - 盛岡駅                          | 353.3km  | 東日本旅客鉄道    |                                       |
| 東北線           | 長町駅 - 仙台貨物ターミナル駅 - 東仙台駅 | 6.6km    | 東日本旅客鉄道    |                                       |
| 八戸線           | 八戸駅 - 本八戸駅                        | 5.5km    | 東日本旅客鉄道    | 定期貨物列車運転なし                  |
| 磐越西線         | 郡山駅 - 喜多方駅                        | 81.2km   | 東日本旅客鉄道    | 定期貨物列車運転なし                  |
| 青い森鉄道線     | 目時駅 - 青森駅                          | 121.9km  | なし              | 青森県が第三種鉄道事業者              |
| いわて銀河鉄道線 | 盛岡駅 - 目時駅                          | 82.0km   | IGRいわて銀河鉄道 |                                       |

## 車両工場
- 郡山車両所（2023年廃止）

## 車両基地
- 仙台総合鉄道部（仙貨）

## 乗務員区所
- 郡山総合鉄道部
- 仙台総合鉄道部
- 秋田総合鉄道部
- 青森総合鉄道部
  - 盛岡貨物ターミナル派出

## 保全センター
- 東北保全技術センター
- 盛岡メンテナンスステーション

## 管内の駅
2020年3月14日現在の駅一覧。この書体で*印が付く駅は、コンテナ貨物の取扱駅。
- 青い森鉄道線
  - 八戸貨物駅*・東青森駅*
- 奥羽線
  - 横手駅・秋田貨物駅*・秋田港駅*・東能代駅・大館駅*・弘前駅
- 仙石線
  - 石巻港駅*
- 東北線
  - 新白河駅・安積永盛駅・郡山貨物ターミナル駅*・郡山駅・松川駅・東福島駅・岩沼駅*・名取駅・仙台貨物ターミナル駅*・岩切駅・一ノ関駅・水沢駅*・六原駅・北上駅・花巻空港駅・盛岡貨物ターミナル駅*
- 八戸線
  - 本八戸駅
- 磐越西線
  - 広田駅・会津若松駅・塩川駅
- オフレールステーション (ORS)・新営業所
  - 東福島ORS・会津若松ORS・横手新営業所・山形ORS・古川ORS・六原ORS・羽後本荘ORS・弘前新営業所

### 廃駅
- 1991年（平成3年）9月3日廃止 - 上ノ山駅
- 1993年（平成5年）4月1日廃止 - 上有住駅
- 1997年（平成9年）4月1日廃止 - 槻木駅・塩釜埠頭駅
- 1999年（平成11年）3月31日廃止 - 西若松駅・湯野上温泉駅・陸中松川駅・釜石駅・漆山駅
- 1999年（平成11年）7月1日廃止 - 蔵王駅
- 1999年（平成11年）11月1日廃止 - 石巻埠頭駅
- 2001年（平成13年）4月1日廃止 - 大越駅
- 2002年（平成14年）1月1日廃止 - 脇本駅・船川港駅
- 2002年（平成14年）4月1日廃止 - 古川駅・山形駅
- 2006年（平成18年）4月1日廃止 - 厨川駅・砂越駅・羽後牛島駅
- 2007年（平成20年）4月1日廃止 - 伊達駅
- 2009年（平成22年）1月1日廃止 - 八戸駅・三沢駅[1]
- 2013年（平成25年）3月16日廃止 - 東能代オフレールステーション（東能代駅自体は存続）
- 2016年（平成28年）10月1日廃止 - 名取オフレールステーション（名取駅自体は存続）[2]